# Mark Walker (Brits drummer)
Mark Walker (circa 1952) is een Brits drummer.
Walker zit al vanaf zijn zesde levensjaar achter het drumstel. Zijn muzikale voorbeelden zijn onder andere Neil Peart (band Rush, Steve Gadd (jazzdrummer bij o.a. Paul Simon, Phil Collins (band Genesis en Brand X), John Bonham (band Led Zeppelin), Ian Paice (band Deep Purple en Kenny Aronoff (Jon Bon Jovi, The Smashing Pumpkins), Richard Coughlan (band Caravan) en Buddy Rich Hij was niet verbonden aan een bepaalde muziekgroep maar probeerde door studio- en concertwerk zijn weg te vinden binnen de slagwerksector. Zo kwam hij te spelen in de Royal Albert Hall, Abbey Road Studios en bij de Britse voorstellingen van The Lion King in het West End theatre. Voorts speelde hij een aantal keren op het Glastonbury Festival met Rolf Harris met wie hij jarenlang samenwerkte. Hij schreef het boek The court of King Rolf over Rolf Harris.
Hij werd in de jaren nul gebeld of hij zin had Richard Coughlan van Caravan bij te staan bij de opnamen van een documentaire voor ITV over die band. Hij stemde toe en bij de opnamen bleek dat Coughlan er al dusdanig slecht aan toe was, dat Walker het drumwerk voor zijn rekening moest nemen en Coughlan kon volstaan met het lichtere percussiewerk (Coughlan zou niet lang daarna geheel uitgeschakeld zijn en in 2013 overlijden). Walker werd in 2010 gevraagd om vaste drummer te worden bij Caravan en mee te spelen op het studioalbum Paradise filter (2013) en tijdens de daarop volgende tournee, waarbij ook Nederland en België werden aangedaan.
In aanvulling op zijn drumwerk verzorgde hij ook interviews voor bladen over slagwerkers en hun fans, zo ook voor Rhythm Magazine. Voorts hield hij enkele team-building-sessies. 
Zijn studie aan de Universiteit van Greenwich wees niet op een leven in de muziek: het lesgeven aan kinderen met leerproblemen. 